# Juan Carlos Varela
Juan Carlos Varela Rodríguez (Ciudad de Panamá; 12 de diciembre de 1963) es un ingeniero industrial, empresario y político panameño. Se desempeñó como presidente de la República (2014-2019), vicepresidente de Panamá (2009-2014) y Ministro de Relaciones Exteriores (2009-2011) hasta ser reemplazado por el presidente Ricardo Martinelli, acto que provocó la ruptura de la alianza gubernamental entre el Partido Panameñista, presidido por Varela y Cambio Democrático, presidido por Martinelli.
Tras las elecciones presidenciales el 4 de mayo de 2014, fue elegido presidente de Panamá por parte de la alianza entre el Partido Panameñista y el Partido Popular.

## Biografía
Nació el 12 de diciembre de 1963 en la Ciudad de Panamá. Sus padres son Luis José Varela y Arjona y Bexie Esther Rodríguez y Pedreschi. Posee ascendencia gallega por su abuelo José Varela Blanco, que emigró a Panamá en 1896 y era originario de Bergondo en la provincia de La Coruña. Tiene raíces familiares en la provincia de Herrera. Cursó estudios de primaria y secundaria en el Colegio Javier. Sus estudios universitarios los realizó en el Instituto de Tecnología de Georgia, en Estados Unidos, en donde obtuvo e el título (BSc) de Ingeniero Industrial.

### Carrera profesional
Es empresario del sector privado y se desempeñó como directivo desde 1985 del grupo Varela y fue vicepresidente ejecutivo hasta enero de 2008. Desde el sector privado, Varela apoyó proyectos sociales, de cultura, de deporte, educativos, folclóricos y del medio ambiente, a través de la empresa Varela Hermanos S. A.
Está casado con la periodista Lorena Castillo García y tiene tres hijos: Gian Carlos, Adrián y Stefan.

### Carrera política
Se inició en el panameñismo desde muy joven, cuando a los 14 años acompañó a su padre a trabajar en la provincia de Chiriquí, participando en giras de organización del Movimiento Panameñista en 1977, con la apertura democrática que se dio para la firma de los Tratados Torrijos-Carter.
Participó en la campaña presidencial de 1984 con Arnulfo Arias Madrid y en la de 1989 con el presidente Guillermo Endara. Fue uno de los coordinadores de la campaña presidencial de Alberto Vallarino en 1999, candidato a la Presidencia por una alianza de partidos políticos liderada por la Democracia Cristiana, oponiéndose a la candidatura de Mireya Moscoso, por el Partido Arnulfista. Participó como director nacional del Partido Arnulfista de 1992 a 1999. En el 2004 ayudó en la coordinación de campañas de varios diputados, alcaldes y representantes, muchos de los cuales fueron elegidos y con ellos inicia un movimiento de renovación en el Partido Panameñista.
El presidente Ricardo Martinelli había anunciado públicamente que Juan Carlos Varela era el candidato presidencial de la alianza gubernamental para las elecciones de 2014. Sin embargo, Martinelli se retractó y luego de disputas entre miembros de los partidos Cambio Democrático y Panameñista, Varela fue destituido de su cargo de ministro el 30 de agosto de 2011 por Martinelli, provocando el final de la alianza gubernamental y la renuncia de los miembros del panameñismo en el gobierno.

#### Elecciones de 2014
El 17 de marzo de 2013, se convirtió en candidato oficial a la Presidencia de la República por el Partido Panameñista tras haber obtenido más del 99 % de los votos en las primarias del partido.
El 25 de agosto, Varela fue proclamado candidato de la Alianza “El Pueblo Primero”, que se encuentra formada por el Partido Panameñista y el Partido Popular con el respaldo del movimiento político “Los Gallos de Verdad”, personas disidentes del Partido MOLIRENA y sectores independientes del país.
El 4 de mayo de 2014 obtuvo la victoria en las elecciones generales al vencer al candidato oficialista José Domingo Arias con un 39 % de los votos emitidos. Asume el cargo de presidente el 1 de julio sucediendo a Ricardo Martinelli.

#### Presidencia de Varela (2014 - 2019)
Durante la presidencia de Juan Carlos Varela, Panamá intentó salir de la lista negra de paraísos fiscales de la Unión Europea. En enero de 2018, Panamá consiguió, al igual que otros siete países, que el Consejo de Asuntos Económicos y Financieros de la Unión Europea (conocido por sus siglas en inglés como ECOFIN) salir de la lista negra de paraísos fiscales, con la condición de que todas las promesas sobre política y fiscalidad se cumpliesen bajo un régimen de revisión continua que el Consejo llevaría a cabo. Al año siguiente, la Unión Europea consideró que la república istmeña no había cumplido con los suficientes compromisos y volvió a incluir al país en la lista negra de paraísos fiscales.

#### Diputado del Parlamento Centroamericano
En las elecciones generales de mayo de 2024 obtuvo suficientes votos para ser elegido indirectamente como diputado del Parlamento Centroamericano en la papeleta del Partido Panameñista, y tomó posesión del cargo en agosto de 2024.

### Polémicas
En julio de 2020, el ya expresidente Varela recibe medidas cautelares por parte de la Fiscalía panameña en el marco de una investigación de lavado de dinero vinculado al caso Odebrecht, un escándalo de corrupción que había salpicado a muchas personalidades en América. En el caso de Panamá, el también expresidente, Ricardo Martinelli, así como una larga lista de altos funcionarios y embajadores están bajo investigación por el caso.
En octubre de 2021, cuando salen a la luz los conocidos como Papeles de Pandora, el nombre de Juan Carlos Varela aparece en los mismos, así como nuevamente el nombre del expresidente Martinelli y del también expresidente, Ernesto Pérez Balladares. En concreto, indican que el político panameño tenía una compañía registrada en las Islas Vírgenes Británicas de la que siguió siendo accionista incluso durante su mandato presidencial. Varela indicó que siempre mantuvo informadas a las autoridades panameñas sobre la citada compañía, por lo que eran conocedoras de las mismas y en ningún caso se podría considerar eso como una sociedad opaca.

## Distinciones
- Collar de la Orden pro Merito Melitensi ( Orden de Malta).[12]